# Tipula (Platytipula) carinata
Tipula (Platytipula) carinata is een tweevleugelige uit de familie langpootmuggen (Tipulidae). De soort komt voor in het Nearctisch gebied.